# او-۹ (کریگس‌مارینه)
زیردریایی یو-۹ (۱۹۳۵) (به انگلیسی: German submarine U-9 (1935)) یک زیردریایی آلمانی از دورهٔ جنگ جهانی است که طول آن ۴۲٫۷۰ متر (۱۴۰ فوت ۱ اینچ) می‌باشد. این زیردریایی در سال ۱۹۳۶ ساخته شد.